# Blåsrör

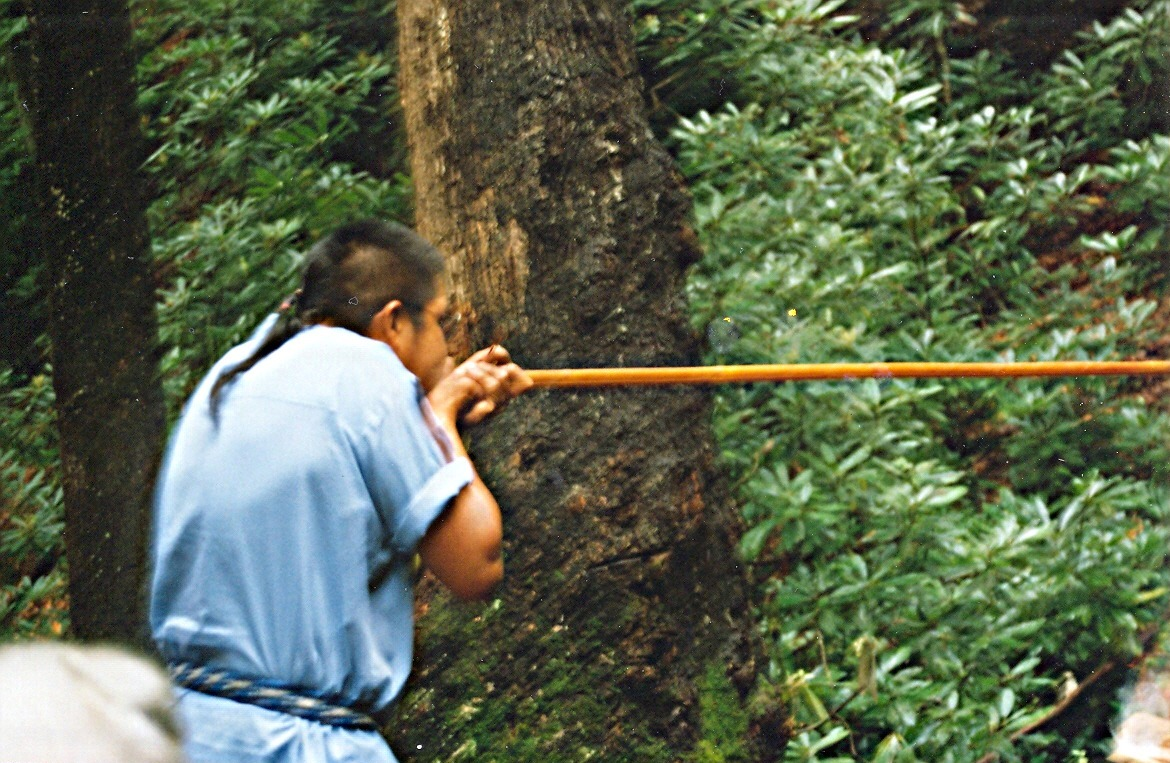
Användande av ett blåsrör

Blåsrör är ett rör som är avsett för att blåsa iväg pilar med. En pil förs in i röret och därefter blåser man ut pilen. Detta används som vapen hos bland annat indianstammar. Blåsröret kan vara avsett för jakt men kan också användas vid strid mot andra människor. Det förekommer också att pilarna kan vara preparerade med gift vilket kan göra vapnet ännu mer dödligt.
Blåsrör finns i olika storlekar stora som små, används numera som prickskytte.
Idag används blåsrör främst bland naturfolken i de tropiska områdena i Syd- och Mellanamerika, i delar av södra Asien och även i Afrika. I dessa, ofta primitiva, områden finns det gott om råmaterial för tillverkning. Blåsrör användes även under Vietnamkriget och av ninjor i 1500-talets Japan. Blåsröret har alltid använts som ett jaktvapen, men även som ett mycket fruktat stridsvapen, särskilt på Borneo.
Blåsrör används även av vilddjursveterinärer för fjärrinjektion.